# Onze Mondial
Onze Mondial est un magazine francophone traitant de football, fondé en 1976 (sous l'appellation Onze).

## Historique
Onze Mondial naît en février 1989 de la fusion des magazines Onze (157 numéros de 1976 à janvier 1989) et Mondial (106 numéros de 1977 à janvier 1989). Le premier numéro voit donc le jour début février 1989 avec Stéphane Paille en couverture.
Le nouveau magazine regroupe le meilleur de ses deux parents : grands reportages, un maximum de photos, un poster, huit fiches prédécoupées (principalement de joueurs), les résultats d'un certain nombre de championnats et une bonne couverture des coupes d'Europe. Pendant de nombreuses années, la une du magazine représentait un (la plupart du temps), deux ou trois joueurs d'une même équipe posant exclusivement pour le magazine. Comme pour chacun des deux magazines auparavant, il y a eu des numéros hors-série, 55 au total, de juin 1989 pour le numéro 1 à août 2011 pour le dernier numéro. Parmi ces numéros hors-série étaient présentés chaque saison les traditionnels Guide du Championnat et Bilan de la Saison et couvraient certains grands événements, comme la Coupe du Monde ou le Championnat d'Europe des Nations. Il est à noter qu'il y a eu trois numéros hors-série présentant le bilan de la saison et le guide du championnat de la saison suivante en une seule et même revue mais avec une numérotation double :
- N° 38 et 39 d'août 2002
- N° 40 et 41 d'août 2003
- N° 43 et 44 d'août 2004

Et il est à noter qu'après le double-numéro 43-44, il n'y a plus eu le moindre numéro hors-série consacré au bilan de la saison écoulée.
Il existe aussi deux numéros anniversaires en se calquant sur l'année de parution du premier numéro de Onze :
- Le n° 84 en janvier 1996 pour les 20 ans de la revue
- Le n°204 en janvier 2006 pour les 30 ans de la revue

Longtemps propriété du groupe de presse Hachette, Onze Mondial a été racheté en juin 2011 par deux de ses cadres et un associé extérieur, ancien du titre. La société a été placée en redressement judiciaire en mai 2013 (dernier numéro - 291 - en avril 2013). 
Onze Mondial reparaît en novembre 2013, sous forme d'un trimestriel (numéro 292) puis bimestriel en octobre 2016 (numéro 302), après le rachat du titre par le groupe MenInvest Media. Plusieurs hors-série reparaissent aussi, mais en reprenant une numérotation à partir de 1 et non dans la continuité des précédents, à l'inverse de la série régulière, cette dernière reprenant donc la numérotation à partir du 292.
Onze Mondial revient sous la forme d'un mensuel à partir d'avril 2017 (numéro 306) après son rachat par le groupe Horyzon Media qui détient les titres : Men'Sup, AutoNews et XV Mondial.
Le groupe Horyzon Media est contrôlé  par Eric Aderdor via son holding Taracorlini.

## 2013: l'année de la transition et du renouveau
Le magazine a sorti une nouvelle formule en janvier 2013 avec son numéro 288. Elle marque un retour du titre aux reportages et aux grands sujets photos. Onze Mondial s'ouvre également à la pratique du football avec des tests de matériel et d'équipements, des conseils techniques sur l'entraînement et la préparation des matches, des reportages dans les centres de formation des clubs professionnels de football.
Onze Mondial conserve par ailleurs sa vocation de magazine consacré aux stars du football français et étrangers, aux jeunes talents avec l'ambition d'établir des passerelles entre les mondes professionnel et amateur. Il publie des photos, des enquêtes, des interviews en exclusivité, des reportages qui font vivre les moments forts du football.
Au centre du magazine figurent deux doubles posters et les historiques fiches (8 par numéro) de joueurs à collectionner.
Avec ce numéro 288, Onze Mondial s'était doté d'une nouvelle maquette, créée par la graphiste nantaise Clotilde Rapin, et son logo avait été modernisé.
Le magazine, qui dépose le bilan en mai 2013, était vendu dans plus d'une dizaine de pays dont l'Allemagne, la Suisse, la Belgique, le Canada, l'Algérie, la Tunisie ou le Maroc...
Après avoir cessé de paraître durant quelques mois (de mai à octobre 2013), le titre est racheté par le groupe MenInvest Media. Onze Mondial reparaît en novembre 2013, sous forme d'un trimestriel (numéro 292), avec une pagination plus importante (210 pages) et une formule totalement renouvelée : le cœur du magazine reste bien sûr centré sur le football (interviews de stars du foot, actualité des grandes compétitions, reportages dans le monde du football), mais de nouvelles rubriques plus légères apparaissent dans le magazine, telle qu'une rubrique "lifestyle" ou une rubrique consacrée aux WAGs (Wives And Girlfriends : les épouses et petites amies de footballeurs). Les posters ont disparu du nouveau magazine, par contre les fiches joueurs, supprimées du no 292, sont de retour dans le no 293 sous une forme modernisée. Selon un article publié en octobre 2013 sur le site internet de L'Express, l'ambition de cette nouvelle formule est de toucher une cible masculine premium constituée de trentenaires et de quadragénaires auprès de qui la marque Onze Mondial a encore un fort potentiel.
Onze Mondial revient sous forme d'un mensuel à partir d'avril 2017, sous forme d'un magazine de 100 pages.

## Édition de livres
En collaboration avec les éditions Marabout, Onze Mondial a fait éditer plusieurs livres : 
- une collection Trajectoire en petit format, centrée sur un joueur en particulier :
  - Eden Hazard (paru en septembre 2019)
  - Ousmane Dembélé (paru en avril 2020)
- une collection en petit format où chaque sortie d'un livre est centrée sur un club. À l'heure actuelle les livres sont :
  - La grande histoire de l'OM (paru en février 2020)
  - La grande histoire de Saint-Étienne (paru en février 2020)
  - La grande histoire du PSG (paru en avril 2020)
- Une collection grand format, sur certains sujets ou évènements. Ces livres sont :
  - 40 ans d'exploits du foot français - de Platoche à Mbappé (paru en octobre 2017)
  - L'incroyable épopée des Bleus - Coupe du Monde 2018 (paru en août 2018)
  - Les 50 équipes de légendes - Elles ont marqué l'histoire du football (paru en octobre 2019)

## Onze d'Or
Les lecteurs désignent chaque année le Onze d'or, titre qui récompense le meilleur joueur évoluant en Europe. Le palmarès est complété par un Onze d'argent pour le 2e et un Onze de bronze pour le 3e. Un Onze d'or est décerné au meilleur entraîneur et un onze-type est établi, toujours selon les votes des lecteurs.
L'actuel détenteur du Onze d'or est Karim Benzema.